# Ghats occidentales
Las Ghats occidentales (en tulu/en canarés: ಸಹ್ಯಾದ್ರಿ; en maratí/concaní: सह्याद्री; en malabar ( malayalam): സഹ്യാദ്രി / സഹ്യപര്‍വതം; y en tamil: மேற்குத் தொடர்ச்சி மலைகள்), también conocidos como las montañas Sahyadri, son una cadena montañosa ubicada en la India. Recorre a lo largo el borde occidental de la meseta del Decán, y la separa un estrecho llano costero a lo largo de la costa del mar Arábigo. 

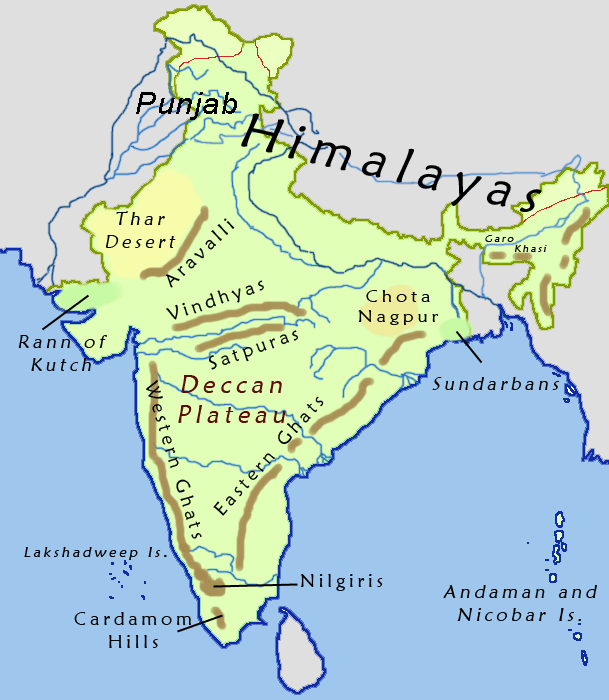
Mapa de ubicación de las Ghats occidentales.

Comienzan al sur del río Tapti cerca de la frontera de Guyarat y Maharashtra, y recorre aproximadamente 1600 kilómetros por los estados de Maharashtra, Goa, Karnataka, Kerala, y Tamil Nadu, hasta alcanzar el cabo Comorín (en la ciudad de Kanyakumari), en el sur de la península india. 
La elevación media está alrededor de los 900 metros. También son conocidas como las montañas Sahyadri en Maharashtra y al norte de Karnataka y la región de Malabar en Kerala. Fue declarado Patrimonio de la Humanidad por la Unesco en 2012.

## Geografía

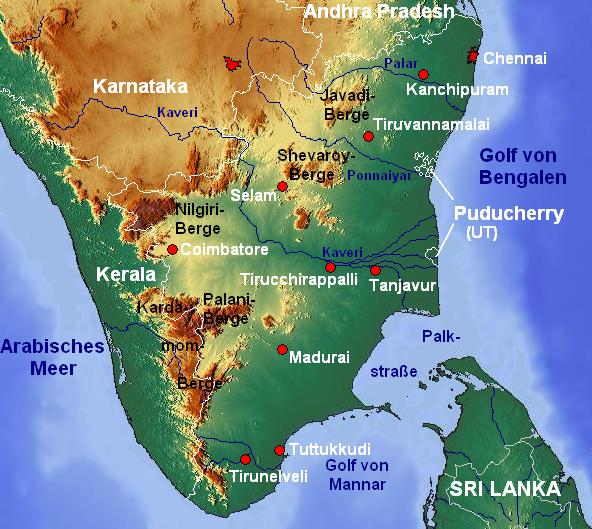
Topografía: Ghats occidentales (parte sur)

Las Ghats occidentales se extienden desde la Cordillera de Satpura en el norte, extendiéndose desde Guyarat hasta Tamil Nadu. Atraviesa hacia el sur los estados de Maharashtra, Goa, Karnataka y Kerala. Las principales brechas de la cordillera son la Brecha de Goa, entre las secciones de Maharashtra y Karnataka, y la Brecha de Palghat, en la frontera entre Tamil Nadu y Kerala, entre las Montañas Nilgiri y las Colinas Anaimalai. Las montañas interceptan los vientos monzones portadores de la lluvia, por lo que son una zona de gran pluviosidad, sobre todo en su lado occidental. Los densos bosques también contribuyen a las precipitaciones de la zona al actuar como sustrato para la condensación de los vientos orográficos húmedos que suben desde el mar, y liberando gran parte de la humedad de nuevo en el aire a través de la transpiración, lo que permite que más tarde se condensen y vuelvan a caer en forma de lluvia.[cita requerida]
La parte norte de la estrecha llanura costera entre los Ghats occidentales y el Mar de Arabia se conoce como Konkan, la parte central se llama Kanara y la parte sur se denomina Malabar. La región de las estribaciones al este de los Ghats en Maharashtra se conoce como Desh, mientras que las estribaciones orientales del estado central de Karnataka se conocen como Malenadu. La cordillera se conoce como Sahyadri en Maharashtra y Karnataka. Los Ghats occidentales se unen a los Ghats orientales en los montes Nilgiri en el noroeste de Tamil Nadu. Los Nilgiris conectan las colinas Biligiriranga en el sureste de Karnataka con las colinas Shevaroys y Tirumala. Al sur de la Brecha de Palghat se encuentran las Colinas de Anamala, situadas en el oeste de Tamil Nadu y Kerala, con cordilleras más pequeñas más al sur, como las Cardamom Hills (Montañas Cardamomo), luego el paso de Aryankavu y el paso de Aralvaimozhi cerca de Kanyakumari. La cordillera se conoce como Sahyan o Sahian en Kerala. En la parte sur de la cordillera se encuentra el Anamudi (2695 metros (8842 pies)), el pico más alto de los Ghats occidentales. A Ooty se le llama la reina de los ghats occidentales.[cita requerida]

### Montañas
Los picos más altos se encuentran en la sección norte en Maharashtra, notablemente se destacan el Kalsubai 1.646 m, el Mahabaleshwar 1.438 m y el Harishchandragad 1.424 m. Al suroeste del estado de Karnataka, están también el Kudremukh 1.862 m y el Mullayanagiri 1.925 m. En la parte sur de la sierra, está el Anai Mudi, en el estado de Kerala con 2.695 m, que es el pico más alto en las Ghats occidentales.

### Picos
A continuación una lista de algunos de los picos más altos de los Ghats Occidentales:
| Posición | Nombre                    | Altura  | Localización                                                   |
| -------- | ------------------------- | ------- | -------------------------------------------------------------- |
| 1        | Anamudi                   | 2,695 m | Parque nacional de Eravikulam, Kerala                          |
| 2        | Mannamalai                | 2,659 m | Idukki, Kerala                                                 |
| 3        | Meesapulimala             | 2,640 m | Idukki, Kerala                                                 |
| 4        | Doddabetta                | 2,637 m | Nilgiris, Tamil Nadu                                           |
| 5        | Kolaribetta               | 2,629 m | Parque nacional de Mukurthi, Tamil Nadu                        |
| 6        | Mukurthi                  | 2,554 m | Parque nacional de Mukurthi, Tamil Nadu                        |
| 7        | Vandaravu                 | 2,553 m | Santuario y parque nacional de las montañas Palani, Tamil Nadu |
| 8        | Kattumala                 | 2,552 m | Parque nacional de Eravikulam, Kerala                          |
| 9        | Pico Anginda              | 2,383 m | Parque nacional de Silent Valley, Kerala                       |
| 10       | Vavulmala                 | 2,339 m | Vellarimala, Kerala                                            |
| 11       | Kodaikanal                | 2,133 m | Kodaikanal, Tamil Nadu                                         |
| 12       | Chembra Peak              | 2,100 m | Wayanad, Kerala                                                |
| 13       | Elivai Mala               | 2,088 m | Palakkad, Kerala                                               |
| 14       | Banasura Peak             | 2,073 m | Wayanad, Kerala                                                |
| 15       | Kottamala                 | 2,019 m | Parque nacional de Periyar, Kerala                             |
| 16       | Mullayanagiri             | 1,930 m | Chikmagalur, Karnataka                                         |
| 17       | Devarmala                 | 1,923 m | Achenkovil, Kerala                                             |
| 18       | Baba Budangiri            | 1,895 m | Chikmagalur, Karnataka                                         |
| 19       | Kudremukh                 | 1,894 m | Chikmagalur, Karnataka                                         |
| 20       | Agasthyamala              | 1,868 m | Thiruvananthapuram, Kerala                                     |
| 21       | Montañas Biligiriranga    | 1,800 m | Chamarajanagar, Karnataka                                      |
| 22       | Montañas Velliangiri      | 1,778 m | Coimbatore, Tamil Nadu                                         |
| 23       | Tadiandamol               | 1,748 m | Kodagu, Karnataka                                              |
| 24       | Kumara Parvata            | 1,712 m | Dakshina Kannada, Karnataka                                    |
| 25       | Pushpagiri                | 1,712 m | Santuario de vida silvestre de Pushpagiri, Karnataka           |
| 26       | Merthi Gudda              | 1,676 m | Hornadu, Karnataka                                             |
| 27       | Kalsubai                  | 1,648 m | Ahmednagar, Maharashtra                                        |
| 28       | Brahmagiri                | 1,608 m | Kodagu, Karnataka                                              |
| 29       | Kote Betta                | 1,620 m | Kodagu, Karnataka                                              |
| 30       | Salher                    | 1,567 m | Nashik, Maharashtra                                            |
| 31       | Madikeri                  | 1,525 m | Kodagu, Karnataka                                              |
| 32       | Dhodap                    | 1,472 m | Nashik, Maharashtra                                            |
| 33       | Himavad Gopalaswamy Betta | 1,450 m | Chamarajanagar, Karnataka                                      |
| 34       | Taramati                  | 1,431 m | Ahmednagar, Maharashtra                                        |
| 35       | Torna Fort                | 1,405 m | Pune, Maharashtra                                              |
| 36       | Purandar fort             | 1,387 m | Pune, Maharashtra                                              |
| 37       | Raigad fort               | 1,346 m | Raigad, Maharashtra                                            |
| 38       | Kodachadri                | 1,343 m | Shimoga, Karnataka                                             |
| 39       | Paithalmala               | 1,372 m | Kannur, Kerala                                                 |
| 40       | Vagamon                   | 1,100 m | Idukki, Kerala                                                 |
| 41       | Ranipuram                 | 1,000 m | Kasaragod, Kerala                                              |

### Cuerpos de agua
Los Ghats occidentales forman una de las cuatro cuencas hidrográficas de la India, que alimentan los ríos perennes del país. Los principales sistemas fluviales que se originan en los Ghats occidentales son los ríos Godavari, Kaveri, Krishna, Thamiraparani y Tungabhadra. La mayoría de los arroyos que drenan los Ghats occidentales se unen a estos ríos y transportan un gran volumen de agua durante los meses del monzón. Estos ríos fluyen hacia el este debido a la pendiente del terreno y desembocan en la Bahía de Bengala. Los principales afluentes son el Bhadra, el Bhavani, el Bhima, el Malaprabha, el Ghataprabha, el Hemavathi y el Kabini. Los ríos Periyar, Bharathappuzha, Pamba, Netravati, Sharavathi, Kali, Mandovi y Zuari fluyen hacia el oeste, en dirección a los Ghats occidentales, y desembocan en el Mar de Arabia. Los ríos han sido embalsados con fines hidroeléctricos y de regadío con importantes embalses repartidos por los estados. Los Ghats occidentales generan el 80% de la energía hidroeléctrica de la India. Los embalses son importantes por su pesca comercial y deportiva de trucha arco iris, mahseer (un grupo de carpas de la familia Cyprinidae) y carpa común. Hay unas 50 presas importantes a lo largo de los Ghats occidentales. Los proyectos más notables son el Koyna en Maharashtra, Linganmakki y krishna Raja Sagara en Karnataka, Mettur y Pykara en Tamil Nadu, Parambikulam, Malampuzha y Idukki en Kerala. Durante la estación de los monzones, numerosos arroyos alimentados por las incesantes lluvias se desprenden de las laderas de las montañas dando lugar a numerosas cascadas. Entre las principales cascadas se encuentran  las Dudhsagar Falls, las Unchalli Falls las Sathodi Falls, las Magod Falls, las Hogenakkal Falls, las Jog Falls, las Cataratas de Kunchikal,  las Cataratas de Shivanasamudra, las Cataratas de Meenmutty, Wayanad, las Cataratas de Adyanpara, las Cataratas de Athirappilly, y las Cataratas de Coutrallam. Talakaveri es la fuente del río Kaveri y la cordillera Kuduremukha es la fuente del Tungabhadra. Los Ghats occidentales tienen varios lagos y embalses artificiales, con los principales lagos en el lago Ooty (34 hectáreas (84,0 acre)) en Nilgiris, el embalse Kodaikanal  (26 hectáreas (64,2 acre)) y el lago Berijam en Palani Hills, el Lago Pookode, el Lago Karlad en Wayanad, el Lago Vagamon, Devikulam (6 hectáreas (14,8 acre)) y Letchmi (2 hectáreas (4,9 acre)) en Idukki, Kerala.[cita requerida]

## Ecorregiones

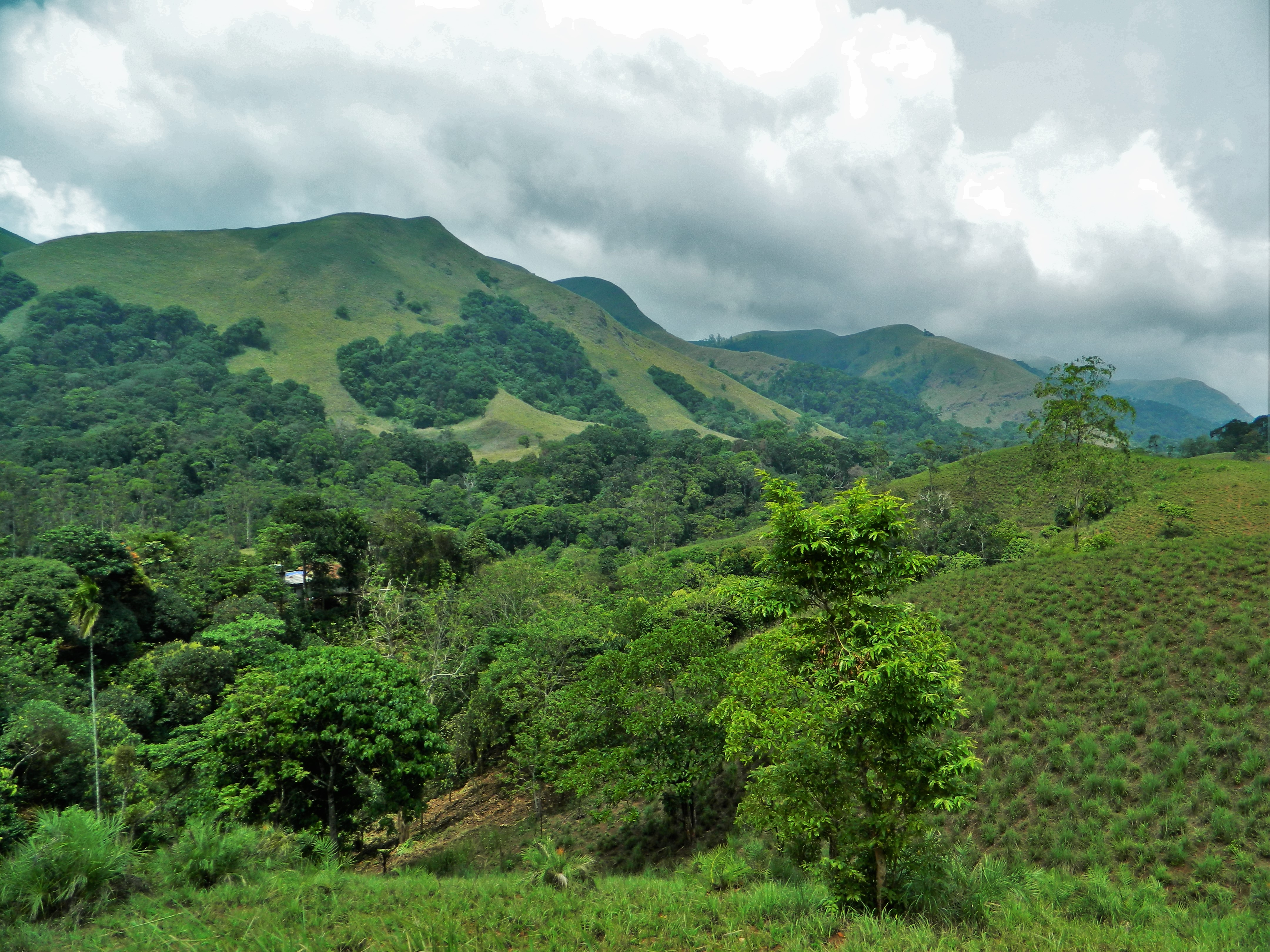
Sholas, parte de los bosques húmedos

Los Ghats occidentales albergan cuatro ecorregiones de bosques húmedos latifoliados tropicales y subtropicales. Los bosques caducifolios húmedos de los Ghats occidentales del norte, los bosques lluviosos de montaña de los Ghats occidentales del norte, los bosques caducifolios húmedos de los Ghats occidentales del sur y los bosques lluviosos de montaña de los Ghats occidentales del sur. La parte norte de la cordillera es generalmente más seca que la parte sur, y en las elevaciones más bajas conforma la ecorregión de los bosques húmedos caducifolios de los Ghats del Norte, con bosques mayormente caducifolios formados por teca. Por encima de los 1.000 metros de altitud se encuentran los bosques húmedos de montaña de los Ghats occidentales del Norte, más fríos y húmedos, cuyos bosques siempre verdes se caracterizan por los árboles de la familia Lauraceae.[cita requerida]
Los bosques perennes de Wayanad marcan la zona de transición entre las ecorregiones del norte y del sur de los Ghats occidentales. Las ecorregiones del sur son generalmente más húmedas y más ricas en especies. En las elevaciones más bajas se encuentran los bosques caducifolios húmedos de los Ghats occidentales, con Cullenia el género arbóreo característico, acompañado de teca, dipterocarpáceas y otros árboles. Los bosques húmedos hacen la transición a los bosques secos caducifolios de la Meseta del Decán Sur, más secos, que se encuentran a la sombra de las lluvias al este. Por encima de los 1.000 metros se encuentran los bosques húmedos montanos de los Ghats occidentales del sur, también más fríos y húmedos que los bosques de las tierras bajas circundantes, y dominados por árboles de hoja perenne, aunque en las elevaciones más altas se pueden encontrar algunos pastizales de montaña y bosques achaparrados. Los bosques pluviales montanos del sur de los Ghats occidentales son la ecorregión más rica en especies de la India peninsular; el ochenta por ciento de las especies de plantas con flor de toda la cordillera de los Ghats occidentales se encuentran en esta ecorregión.[cita requerida]

## Etimología del nombre
La palabra Ghat se explica por numerosos etimemas de las lenguas dravídicas como en la lengua tamil gattu (colina y bosque de la colina), en  lengua kannada gaati y ghatta (cordillera), en idioma tulú gatta (colina o ladera), y ghattam en idioma malayalam (camino montañoso, ribera y curvas en espiral).
Ghat, término utilizado en el subcontinente indio, puede referirse, dependiendo del contexto,  a una gama de colinas escalonadas como los Ghats orientales y los Ghats occidentales; o la serie de escalones que bajan a un cuerpo de agua o muelle, como el lugar de baño o cremación a lo largo de las orillas de un río o estanque,  como  Ghats en Varanasi, Dhoby Ghaut o Aapravasi Ghat. Las carreteras que atraviesan los ghats se denominan Ghat Roads.